# Chalcopasta ellica
Chalcopasta ellica är en fjärilsart som beskrevs av Dyar 1915. Chalcopasta ellica ingår i släktet Chalcopasta och familjen nattflyn. Inga underarter finns listade i Catalogue of Life.